# التغيير الديمقراطي (جنوب السودان)
التغيير الديمقراطي سابقًا الحركة الشعبية لتحرير السودان - التغيير الديمقراطي، هو حزب سياسي في جمهورية جنوب السودان. لديه حاليًا 4 ممثلين في الجمعية التشريعية الوطنية، مما يجعله ثاني أكبر حزب في جنوب السودان بعد الحركة الشعبية لتحرير السودان.  
تأسس الحزب في يونيو 2009 من قبل لام أكول للتنافس في الانتخابات العامة السودانية 2010 ويكون بمثابة بديل للحركة الشعبية لتحرير السودان الحاكمة. 
في 6 يناير 2016، قرر المجلس الوطني للحزب تغيير اسم الحزب ليصبح «التغيير الديمقراطي»، وأوصى باعتماد الاسم الجديد على مؤتمر المندوبين الوطنيين. 

## روابط خارجية
- الموقع الرسمي